# Luenell Campbell
Pour les articles homonymes, voir Campbell.
Luenell Campbell (souvent appelée Luenell) est une actrice américaine née le 12 mars 1959 à Tollette, Arkansas. Elle est surtout connue pour son rôle dans Borat aux côtés de Sacha Baron Cohen.

## Biographie
Luenell est née à Tollette, dans l'Arkansas, le 12 mars 1959. Dernière d'une famille de huit enfants, elle grandit en Californie du Nord. Elle a une fille et vit à Los Angeles.
Au début des années 1990, elle apparaît dans une émission de la télévision d'Oakland en Californie où elle travaille avec le journaliste Chaucey Bailey assassiné en 2007.
En 2006, elle est l'une des rares actrices professionnelles à participer au faux-documentaire de Larry Charles Borat. Elle y interprète une prostituée qui épouse finalement Borat Sagdiyev interprété par Sacha Baron Cohen.

## Filmographie
- 1993 : Quand Harriet découpe Charlie !
- 1996 : Rock
- 2004 : Never Die Alone
- 2006 : So Fresh, So Clean... a Down and Dirty Comedy
- 2006 : Borat
- 2007 : American Hustle
- 2008 : The Hustle
- 2009 : Spring Breakdown
- 2009 : All About Steve
- 2009 : Californication
- 2012 : Think Like a Man
- 2012 : Taken 2
- 2013 : Hôtel Transylvanie (voix)
- 2019 : Dolemite Is My Name de Craig Brewer
- 2020 : Coming 2 America de Craig Brewer
- 2023 : Tiny Beautiful Things : Tante Felicia (1 épisode)